# باري سيل
باري سيل (بالإنجليزية: Barry Seal)‏ (مواليد 16 يوليو 1939 - 19 فبراير 1986) هو طيار أمريكي وعضو في كارتل ميديلين، كان يعمل كمهرب للمخدرات للولايات المتحدة. بعد تورطه بالعديد من قضايا التهريب وغسيل الأموال جندته مكافحة المخابرات كعميل سري للإيقاع بالمافيا الكولمبية وشهادته ضدهم بالعديد من قضايا المخدرات. قام رئيس الكارتل بابلو إسكوبار بقتله بعد ذلك من قِبل قاتل مأجور.

## النشأة والمسيرة الوظيفية
وُلد باري سيل في باتون روج بلويزيانا وهو ابن ماري لو (سابقا ديلكامبر) وتاجر حلوى بالجملة بنيامين كورتيس سيل. بدأ سيل قيادة الطائرات عندما كان مراهقا وحصل على شهادة طيار طالب في سن 16 وشهادة طيار خاص في سن 17 عام. وصفه مدرب الطيران بأنه طيار موهوب بالفطرة.
في عام 1962 تم تجنيد سيل في الحرس الوطني لجيش لويزيانا لمدة ست سنوات: ستة أشهر من الخدمة الفعلية تليها خمس سنوات ونصف من الخدمة غير النشطة. بدأ الخدمة الفعلية لسيل في يوليو 1962. تم تعيينه في مجموعة القوات الخاصة العشرين وتخرج من مدرسة جيش الولايات المتحدة المحمولة جوا. خدم في الخدمة غير الفعلية في كتيبة المهندسين 245 حيث كان مشغل الهاتف اللاسلكي.
في عام 1964 انضم سيل إلى خطوط عبر العالم الجوية كمهندس طيران وسرعان ما تمت ترقيته إلى رتبة ضابط أول ثم قبطان يقود طائرة بوينغ 707 في رحلات جوية اعتيادية إلى أوروبا الغربية. كان أحد أصغر الطيارين سنا الذين يقودون طائرة بوينج 707 في أسطول خطوط عبر العالم الجوية. انتهت المسيرة المهنية لسيل مع خطوط عبر العالم الجوية في يوليو 1972 عندما تم القبض عليه لتورطه في مؤامرة لتهريب شحنة من المتفجرات البلاستيكية إلى المكسيك باستخدام دوغلاس دي سي-4. تم رفض القضية في نهاية المطاف في عام 1974 لسوء سلوك الادعاء ولكن في هذه الأثناء قامت خطوط عبر العالم الجوية بفصل سيل الذي أخذ إجازة طبية كاذبة للمشاركة في المخطط.

## تهريب المخدرات
اعترف سيل بأنه بدأ في تهريب كميات صغيرة من الماريجوانا عن طريق الجو في أوائل عام 1976. بحلول عام 1978 كان قد توسع ليطير بكميات كبيرة من الكوكايين وكان مشروعا مربحا أكثر بكثير من تهريب الماريجوانا.
ومن المفارقات أن عمليات سيل تلقت دفعة مهمة عندما تم القبض عليه وسجنه في هندوراس في محطة العودة من رحلة لتهريب المخدرات إلى الإكوادور. أقام سيل اتصالات مهمة أثناء وجوده في السجن في هندوراس بما في ذلك إميل كامب وهو طيار ومهرب زميل في لويزيانا أصبح أحد أقرب شركاء سيل وإيليس ماكنزي وهو مهرب محلي في هندوراس. أيضا بعد إطلاق سراحه من السجن التقى سيل مع ويليام روجر ريفز في رحلة العودة إلى الولايات المتحدة وكان ريفز هو من زود سيل بأول اتصال مع كارتل ميديلين.
لتوسيع قدرته على التهريب استأجر سيل أيضا ويليام بوتومز شقيق زوجته السابق كطيار. من عام 1980 فصاعدا كان بوتومز الطيار الرئيسي في مشروع تهريب سيل وغالبا ما كان يطير مع كامب بينما أشرف سيل على التخطيط والعمليات.
في عام 1981 بدأ سيل في تهريب الكوكايين إلى كارتل ميدلين. في ذروته حصل على ما يصل إلى 500000 دولار لكل رحلة نقل شحنات الكوكايين من كولومبيا إلى الولايات المتحدة.
كانت طريقة التهريب التي استخدمها سيل هي استخدام طائرات تحلق على ارتفاع منخفض وطرود مخدرات الإنزال الجوي في المناطق النائية من لويزيانا. ثم يتم التقاطهم من قبل فريق سيل الأرضي ونقلهم إلى الموزعين الكولومبيين في فلوريدا. بحلول عام 1982 كان سيل يستخدم أكثر من اثنتي عشرة طائرة في عملية التهريب. سرعان ما جذب عدد الطائرات وتواتر الرحلات انتباه شرطة ولاية لويزيانا والمحققين الفيدراليين.
لتجنب هذا الاهتمام غير المرغوب فيه نقل سيل طائرته إلى مطار مينا إنترماونتين الإقليمي في مينا بأركنساس حيث أجرى الصيانة والتعديلات لتحسين قدرة الطائرات على التحمل وإلكترونيات الطيران. أصبحت أنشطة سيل في مينا في وقت لاحق موضوع شائعات وجدل ولكن وفقا لكاتب سيرة سيل وكيل مكتب التحقيقات الفيدرالي السابق ديل هان لم يستخدم سيل مينا كنقطة شحن مخدرات.

### لوائح الاتهام والإدانات في فلوريدا
بحلول عام 1981 كان عملاء إدارة مكافحة المخدرات في فلوريدا على دراية بأنشطة التهريب التي يقوم بها سيل. في أبريل 1981 قدم مخبر إدارة مكافحة المخدرات سيل إلى وكيل سري تابع لإدارة مكافحة المخدرات. بعد عدة أشهر من الاتصالات تفاوض الوكيل على صفقة مع سيل لتهريب 1200 رطل من أقراص الميثاكوالون إلى الولايات المتحدة (كانت الأقراص مزيفة مصنوعة من الطباشير). كان التحقيق مع سيل جزءا من عملية سرية كبيرة تسمى عملية الصراخ حيث تم في النهاية توجيه الاتهام إلى أكثر من 80 طيارا. تم إرجاع لائحتي اتهام ضد سيل في مارس 1983. وجهت لائحة الاتهام الأولى لسيل وحده تهمتين بالتآمر لتوزيع ميثاكوالون. اتهمت لائحة الاتهام الثانية سيل وثلاثة آخرين بتهم متعددة لحيازة وتوزيع ميثاكوالون وفينوباربيتال وميبيريدين.
استسلم سيل للسلطات الفيدرالية في نهاية أبريل 1983 وحاول عقد صفقة أولا مع فرقة عمل فلوريدا ثم مع فرقة باتون روج. رفض كلاهما أي صفقات على الرغم من أن سيل أخبرهما قليلا عن مشاركته مع عائلة أوتشوا. بدون اتفاق حوكم سيل في فبراير 1984 وبعد محاكمة استمرت شهرا أدين بجميع التهم الواردة في لائحة الاتهام الأولى.

## العمل السري
بعد أن واجه عقوبة قاسية ورفضه فريق عمل المخدرات الإقليمي في كل من فلوريدا ولويزيانا قرر سيل محاولة الاتصال بفريق عمل المخدرات التابع لنائب الرئيس وهو برنامج خاص في مكتب نائب الرئيس آنذاك جورج بوش الأب. أحال المكتب سيل إلى مقر إدارة مكافحة المخدرات والذي كلف وكيل إدارة مكافحة المخدرات إرنست جاكوبسن باستخلاص المعلومات من سيل وتقييم إمكاناته كمخبر. أعجب جاكوبسن بعلاقات سيل وخاصة تلك التي تربطه بعائلة أوتشوا وفي 28 مارس وقع سيل خطابا يوافق على العمل كمخبر لإدارة مكافحة المخدرات. ثم أقر سيل بأنه مذنب في لائحة الاتهام الثانية في فلوريدا وأطلق سراحه مع عقوبته للاعتماد على أدائه كمخبر.
دعت خطة فرقة عمل فلوريدا لسيل إلى إجراء عملية شراء للكوكايين مع أوتشوا وأعضاء الكارتل الآخرين مما يوفر الأساس لوائح الاتهام في الولايات المتحدة التي سبق أن تعاملت مع الكارتل من خلال شريك آخر حتى لم يكونوا على دراية باسمه الحقيقي. من خلال اتصالاته مع كارتل في ميامي رتب سيل اجتماعا باستخدام اسم إليس ماكنزي (الاسم الحقيقي لشريك آخر في فرقة سيل). سافر إلى ميديلين لحضور الاجتماع في 8 أبريل برفقة طيار كارتل مقره ميامي لم يكن على دراية بدور سيل كمخبر.

### في نيكاراغوا
كان من بين المشاركين في الاجتماع بابلو إسكوبار وخورخي وفابيو جونيور وخوان ديفيد أوتشوا. قامت الحكومة الكولومبية مؤخرا بشن غارة كبيرة على مرافق التصنيع الخاصة بالكارتل في موقع غابة نائية يُدعى ترانكيلانديا وأخبروا سيل أنهم يقومون بترتيبات لإنشاء مرافق الشحن والإنتاج في نيكاراغوا حيث أبرموا صفقة مع حكومة ساندينيستا.
لم تكن هذه الترتيبات قد اكتملت بعد لذا كان من المقرر أن تكون أول شحنة لسيل رحلة مباشرة إلى الولايات المتحدة كان من المقرر إجراؤها في الأصل في منتصف أبريل ولم تتم الرحلة حتى نهاية مايو. عندما حدث ذلك تحطمت الطائرة التي كانت تحمل حمولة زائدة في مطار كولومبيا عند الإقلاع. قدم الكارتل طائرة جديدة لكنه كان يفتقر إلى القدرة على رحلة مباشرة إلى الولايات المتحدة لذلك رتب الكارتل توقفا في نيكاراغوا قبل الموعد المخطط له في مطار لوس برازيليس بالقرب من ماناغوا. بعد إعادة التزود بالوقود غادر سيل لوس برازيلز طائرا بدون أضواء وعندما اقترب من ماناغوا أطلقت عليه الوحدات العسكرية في نيكاراغوا النار. أصيبت الطائرة واضطر سيل للهبوط اضطراريا في مطار ساندينو الدولي في ماناجوا. تم تفريغ المخدرات من قبل الجيش وتم نقل سيل ومساعده إلى الحجز في وسط مدينة ماناغوا حيث تم الإفراج عنهم إلى جهة اتصال العصابة في نيكاراغوا فيديريكو فوغان. كان فوغان مساعدا لتوماس بورج وزير داخلية نيكاراغوا.
في ماناغوا التقى سيل مرة أخرى مع بابلو إسكوبار الذي كان ينشئ مختبرا للكوكايين للإنتاج. بعد مناقشة حول كيفية تحريك التدفق المتزايد للكوكايين قرر إسكوبار الاحتفاظ بالشحنة الأولى في نيكاراغوا وإعادة سيل إلى الولايات المتحدة وشراء طائرة أكبر.
كانت طائرة سيل التي تم الحصول عليها من طراز سي-123 بروفايدر وهي طائرة كبيرة تستخدم في المقام الأول للنقل العسكري. قبل العودة إلى نيكاراغوا رتبت إدارة مكافحة المخدرات لفنيي وكالة المخابرات المركزية لتركيب كاميرات خفية داخل الطائرة.
عاد سيل إلى مطار لوس برازيلز في نيكاراغوا في 25 يونيو. سارت الشاحنة كما هو مخطط لها هذه المرة ونجحت الكاميرات في تصوير سيل والعديد من جنود نيكاراغوا وهم يقومون بتحميل الكوكايين بمساعدة بابلو إسكوبار وخوسيه غونزالو رودريغيز غتشا (عضو آخر مهم في الكارتل) و فيديريكو فوغان. عند عودته إلى الولايات المتحدة هبط سيل في قاعدة هومستيد الجوية وتم نقل المخدرات إلى عربة تخييم وينيباغو والتي سلمها سيل إلى جهة اتصاله الكولومبية.
مع عدم إمكان توزيع المخدرات والاعتقال الفوري لأولئك الذين يتعاملون مع السيارة أوحى للكولومبيين أن سيل قد خانهم لذلك قام عملاء إدارة مكافحة المخدرات بحادث مع السيارة مما سمح للسائق بالهروب. لسوء الحظ ألقت الشرطة المحلية القبض على السائق وأثارت ظروف الاستيلاء شكوك الكارتل.
قام سيل برحلة أخرى إلى نيكاراغوا في 7 يوليو وجلب الأموال إلى إسكوبار لدفع أموال للنيكاراغوا مقابل حقوق الهبوط. تم التخطيط أيضا لشحنة أخرى في هذا الوقت ولكن بموجب تعليمات من إدارة مكافحة المخدرات أخبر سيل إسكوبار أن موقع هبوطه كان تحت مراقبة إدارة مكافحة المخدرات وغير آمن للنقل لتجنب الحاجة إلى الاستيلاء على حمولة ثانية. شعرت إدارة مكافحة المخدرات أنه من المستحيل تفسير ذلك وعاد سيل إلى الولايات المتحدة بدون شحنة.
كانت خطة إدارة مكافحة المخدرات تتمثل في إبقاء سيل يعمل مع الكارتل في أجزاء أخرى من سلسلة التوريد مثل نقل قاعدة الكوكايين إلى نيكاراغوا من كولومبيا وتفتيش مطارات التهريب في المكسيك والولايات المتحدة. كان الأمل النهائي هو إلقاء القبض على قادة الكارتل في ولاية قضائية حيث سيكون من السهل استخراجها.
ومع ذلك انتهت عملية نيكاراغوا السرية بعد وقت قصير من عودة سيل من رحلته الثانية عندما تم الإبلاغ عنها في الصحافة. ظهر تسرب بخصوص العملية قبل رحلة سيل الثانية. في 29 يونيو ألقى الجنرال باول إف. جورمان القائد العسكري الأمريكي للقيادة الجنوبية خطابا قال فيه إن لدى الولايات المتحدة أدلة على تورط عناصر من حكومة نيكاراغوا في تهريب المخدرات على الرغم من أن جورمان لم يذكر سيل أو الرحلات الجوية السرية. ليس من الواضح ما إذا كان سيل وطاقمه قد أُبلغوا بهذا قبل عودتهم إلى نيكاراغوا.
ظهر تقرير أكثر تفصيلا عن الجهود الأمريكية في نيكاراغوا في 17 يوليو في مقال للمراسل إدموند جاكوبي نُشر على الصفحة الأولى من صحيفة واشنطن تايمز. على الرغم من أنه ليس سردا كاملا إلا أنه قدم معلومات كافية لوضع حد لعمل سيل مع الكارتل وآمال إدارة مكافحة المخدرات في القبض على قادة الكارتل خارج كولومبيا.

### في الولايات المتحدة
بعد الكشف عن التحقيق في نيكاراغوا كان على إدارة مكافحة المخدرات التحرك بسرعة للقبض على موزعي الكارتل في ميامي. تم إبلاغ إدارة مكافحة المخدرات قبل نشر مقالة جاكوبي لذلك كانوا لا يزالون قادرين على جعل سيل يعقد اجتماعا مع كبير مشرفي الكارتل في ميامي كارلوس بوستامونتي واعتقله في 17 يوليو إلى جانب موظفين آخرين في الكارتل.
الأدلة التي تم الحصول عليها من الاعتقال بالإضافة إلى الأدلة التي جمعها سيل قدمت الأساس لأول لائحة اتهام لتهريب المخدرات في الولايات المتحدة ضد إسكوبار وأوتشوا.
على الرغم من التعرض تمكن سيل من إجراء عملية سرية ثانية كبيرة لإدارة مكافحة المخدرات في وقت لاحق من ذلك العام. تضمنت هذه العملية شحنة كوكايين طويلة ومعقدة من بوليفيا وإعادة التزود بالوقود في كولومبيا والتزود بالوقود مرة أخرى في تكساس وإيصال الكوكايين في لاس فيغاس. رفضت إدارة مكافحة المخدرات السماح لسيل بمغادرة البلاد بسبب الخطر الذي كان فيه لذلك رتب سيل لشقيق زوجته السابق ويليام بوتومز للقيام بالرحلة. كانت الرحلة في يناير 1985 ناجحة وأدت إلى اعتقالات وإدانات.
في فبراير لعب سيل أيضا دورا رئيسيا في عملية سرية ضد نورمان سوندرز رئيس وزراء جزر توركس وكايكوس وهي مستعمرة بريطانية سابقة جنوب جزر الباهاما. تم تصوير سوندرز على شريط فيديو وهو يدفع رشوة إلى سيل في ميامي كما تمت محاكمته بنجاح.

### استمرار المشاكل القانونية
بينما توصل سيل إلى اتفاق مع إدارة مكافحة المخدرات وفريق عمل فلوريدا للمخدرات في مارس 1984 كان لا يزال قيد التحقيق من قبل سلطات الولاية والسلطات الفيدرالية في باتون روج بلويزيانا وليتل روك بأركنساس. في أكتوبر 1984 اجتمعت هيئة محلفين كبرى في لويزيانا وبدأت في مقابلة الشهود ضد سيل. حاول سيل صد التحقيق من خلال الظهور في سلسلة إخبارية تلفزيونية بثتها دبليو بي آر زد في باتون روج في نوفمبر 1984. المسلسل الوثائقي بعنوان "العم سام يريدك" استمر لمدة خمس أمسيات متتالية. وتضمنت مقابلة حيث نفى سيل أنه كان مهربا وصور سيل على أنه تعرض لمضايقات من قبل الحكومة. قام عملاء المخدرات التابعون للدولة الذين كانوا يحققون مع سيل إن باتون روج برفع دعوى قضائية بسبب تصويرهم في المسلسل ولكن تم رفض الدعوى القضائية.
بعد وقت قصير من البث التقى رؤساء فرق العمل في فلوريدا ولويزيانا للتوصل إلى اتفاق من شأنه أن يسمح لسيل بمواصلة العمل مع فرقة عمل فلوريدا والإدلاء بشهادته كشاهد في المحاكمة. وافقوا على عقوبة لأنشطة سيل في لويزيانا لا تزيد عن العقوبة التي صدرت ضده بتهمة التهريب في فلوريدا مع تنفيذ الحكمين في وقت واحد.

## الحكم
تم نقل سيل إلى الحجز الفيدرالي في يونيو 1985 وأمضى عدة أشهر في الإدلاء بشهادته في المحكمة. وكان الشاهد الرئيسي في ثلاث محاكمات: محاكمة سوندرز ومسؤولي تركس وكايكوس الآخرين في يوليو ومحاكمة موزعي الكارتل في ميامي في أغسطس ومحاكمة موزعي الكارتل الذين رتبوا شحن الكوكايين من بوليفيا إلى لاس فيغاس في أغسطس أيضا. أسفرت جميع المحاكمات الثلاثة عن إدانات لجميع المتهمين. ظهر سيل أيضا علنا أمام لجنة الرئيس لمكافحة الجريمة المنظمة حيث روى تجاربه كمهرب مخدرات.

### في فلوريدا
بعد شهادته في محاكمات ميامي ظهر سيل أمام محكمة فلوريدا مرة أخرى بشأن لائحة اتهامه الثانية في عملية الصرخة الكبيرة. على الرغم من اعتراف سيل بأنه مذنب بدعم من مشرفي إدارة مكافحة المخدرات حُكم عليه بالسجن لمدة خمس سنوات دون إشراف. بعد شهادته في لاس فيغاس أمضى سيل شهرا آخر في مركز حماية الشهود. في أكتوبر 1985 عاد إلى المحكمة بشأن أول لائحة اتهام في قضية الصرخة الكبيرة والتي كان قد حُكم عليه في الأصل بالسجن لمدة عشر سنوات. بعد الاستماع إلى ملخصات عمل سيل الناجح لإدارة مكافحة المخدرات حكم القاضي نورمان رويتجر على سيل بالمدة التي قضاها (أكثر من ثلاثة أشهر بقليل في حماية الشهود) وثلاث سنوات تحت المراقبة.

### في لويزيانا
عندما تلقى سيل الوقت الذي خدم فيه والاختبار فقط واجه محققو المخدرات الفيدراليون في ولاية لويزيانا معضلة. كانوا يتوقعون أن يقضي سيل وقتا طويلا في فلوريدا وأصبحوا الآن ملزمين بالاتفاق الذي أبرمته فرق العمل المعنية بالمخدرات في فلوريدا ولويزيانا في ديسمبر 1984. وكان حكم فلوريدا يعني عدم وجود وقت سجن لسيل في لويزيانا ومع ذلك فقد اعترف سيل بأنه مذنب لشراء 200 كيلوغرام من الكوكايين وهو بالفعل أكثر خطورة من اتهامات فلوريدا. أيضا قبل التوصل إلى الاتفاق كان تحقيق فريق عمل لويزيانا يبحث في تورط سيل في تهريب آلاف الكيلوغرامات من الكوكايين.
في جلسة النطق بالحكم على سيل في يناير 1986 أقر القاضي فرانك بولوزولا بأنه ملزم بالاتفاق لكنه أبلغ سيل ومحاميه بعدم رضاه عن فشل سيل في الحصول على عقوبة السجن في فلوريدا مما أجبر بولوزولا على الحكم على سيل بالمراقبة وهو الحكم الأكثر خطورة في لويزيانا. وحذر سيل من أنه ينوي وضع أحكام مراقبة صارمة وأنه إذا انتهك سيل هذه يمكن إلغاء صفقة الإقرار بالذنب وإعادة الحكم على سيل.
منعت شروط الإدانة مع وقف التنفيذ سيل من مغادرة باتون روج دون إذن كتابي من القاضي بولوزولا الذي منع سيل من توظيف أفراد أمن مسلحين وأمره بقضاء كل ليلة في منزل في منتصف الطريق خلال الأشهر الستة الأولى من فترة المراقبة. تم تعيين سيل في مركز العلاج المجتمعي التابع لجيش الإنقاذ في باتون روج.

## الوفاة

### الخلفية
تم تقديم سيل في الأصل إلى أعضاء كارتل ميديلين كطيار يدعى إليس ماكنزي. على الرغم من أن تقرير الصحيفة واعتقال موزعيهم في ميامي أكدوا أن طيارهم كان من إدارة مكافحة المخدرات إلا أن أعضاء الكارتل لم يتلقوا نسخة من الفيلم الوثائقي التلفزيوني لسيل حتى علموا أن ماكنزي كان سيل. لقد وضعوا مكافأة لاختطاف أو قتل سيل.
ماكس ميرملشتاين موزع كارتل رفيع المستوى في ميامي شهد لاحقا في المحكمة أنه عُرض الفيلم الوثائقي بعد أيام قليلة من بثه وقيل له أن الكارتل أراد أن يتم القبض على سيل أو قتله: كان السعر 500 ألف دولار إذا قُتل سيل ومليون دولار إذا تم القبض عليه حيا. شهد ميرملشتاين بأنه قبل العقد معتقدا أن الرفض يعني الموت. تلقى مكالمة هاتفية من فابيو أوتشوا وإسكوبار اللذين شكراه كلاهما على مساعدته وحصل على 100000 دولار عن أي تكاليف تكبدها. قبل أن يحدد ميرملشتاين موقع سيل تم القبض عليه من قبل فرقة عمل فيدرالية في يونيو 1985. سرعان ما أخبر فرقة العمل عن العقد وأُبلغ سيل أن الكارتل كان يعرض 500 ألف دولار مقابل وفاته.

### الاغتيال
في مساء يوم 19 فبراير 1986 قُتل سيل بالرصاص أمام مركز جيش الإنقاذ بعد ثلاثة أسابيع من فترة المراقبة. عندما انسحب سيل إلى ساحة المركز وأوقفه نزل رجل من سيارة خلف صناديق التبرع بالمركز وفتح النار بمدفع رشاش ماك-10 مكبوت. تم إطلاق النار على سيل ست مرات ومات على الفور تقريبا.
وسرعان ما تم القبض على ستة كولومبيين لصلتهم بجريمة القتل. ثلاثة منهم لويس كارلوس كوينتيرو كروز وميغيل فيليز وبرناردو أنطونيو فاسكيز وجهت إليهم تهم القتل العمد. تم اتهام رجل رابع بشكل منفصل بتهم أقل ولم تكن أدلة التورط المباشر كافية بالنسبة لاثنين فتم الإفراج عنهما وترحيلهما.
بالإضافة إلى اتهامات الدولة ضد القتلة تم توجيه اتهامات فيدرالية ضد فابيو أوتشوا وبابلو إسكوبار وعضو ثالث في الكارتل رافائيل كاردونا بتهمة التآمر على انتهاك حقوق سيل المدنية بقتله.

### المحاكمة
تسببت الدعاية الواسعة والغضب العام في تأخير عدة أشهر قبل بدء محاكمة سيل. ثبت أنه من المستحيل دفع عدد كاف من المحلفين في باتون روج لذلك تم نقل المكان إلى ليك تشارلز. بدأت المحاكمة في أبريل 1987. وكان أهم الشهود ماكس ميرميلشتاين ولويس كارلوس أوريبي-مونيرا.
شهد ميرميلشتاين الذي أخبر إدارة مكافحة المخدرات بعقد القتل بعد القبض عليه في عام 1985 أن أوتشوا وإسكوبار وكاردونا طلبوا منه أن يأخذ العقد وأمدوه بالمال والأسلحة للقيام بالمهمة. كان قد رأى كاردونا وهو يختبر سلاح الجريمة في مرآب ميرملشتاين والرصاص الذي يطابق سلاح القتل تم انتزاعه لاحقا من جدار المرآب بواسطة الطب الشرعي لمكتب التحقيقات الفيدرالي. عرف ميرملشتاين أيضا المدعى عليه فيليز. شهد بأن فيليز كان حاضرا عندما حصل على العقد وأن فيليز طلب لاحقا من ميرميلشتاين تسليم العقد إليه.
كان أوريبي-مونيرا مهرب مخدرات كولومبي للعصابة. وشهد أنه في يناير 1986 أمره خورخي أوتشوا بقتل سيل. عندما علم أنه من المحتمل أن يُقتل بعد ذلك رفض. ثم أطلق مسلحون من الكارتل النار عليه 5 مرات لكنه نجا وطلب اللجوء في نهاية المطاف في السفارة الأمريكية في بوغوتا. تم إحضاره إلى الولايات المتحدة حيث وافق على الإقرار بالذنب في التآمر لاستيراد وتوزيع الكوكايين.
كان هناك أيضا شهود عيان وأدلة جنائية كثيرة ضد كوينتيرو-كروز وفيليز وفاسكيز. تعرف أحد الشهود على فيليز بأنه سائق السيارة في ساحة انتظار منزل منتصف الطريق. وشاهد شاهد عيان آخر كوينتيرو كروز خارج السيارة وهو يسلم ماك-10 لسائق السيارة عبر النافذة بعد القتل. تم العثور على بصمات أصابع الرجال الثلاثة في السيارة. تم تحديد فاسكويز على أنه مشتري سيارة نصف الطريق من قبل بائع وكالة السيارات ودفع ثمن غرف الفنادق والسيارات المستأجرة باستخدام اسمه. وأدين الثلاثة وحكم عليهم بالسجن المؤبد دون عفو مبكر.

## الحياة الشخصية
تزوج سيل ثلاث مرات. استمر زواجه الأول من باربرا دودسون من عام 1963 إلى عام 1971. واستمر زواجه الثاني من لين روس من عام 1971 إلى عام 1972. وفي عام 1973 تزوج ديبورا دوبوا. انتهى الزواج بوفاته عام 1986. أنجب سيل ستة أطفال اثنان من زوجته الأولى وواحد من علاقة بين زيجات وثلاثة أخرى مع ديبورا.

## الإرث

### جدل

#### تعرض نيكاراغوا لعملية سرية
في عام 1988 عقدت اللجنة القضائية في مجلس النواب جلسة استماع نظرت في كيفية تسريب رحلة سيل عام 1984 إلى نيكاراغوا للصحافة. ولدى سؤاله عن هوية المصدر أجاب وكيل إدارة مكافحة المخدرات إرنست جاكوبسون: "سمعت أن التسريب جاء من أحد مساعدي البيت الأبيض". وذكر أن أحد أعلام إيران كونترا أوليفر نورث قد حضر اجتماعين حول عملية اللدغة وكان لديه الدافع لنشر المعلومات. ذكرت يونايتد برس إنترناشيونال: "من خلال ربط الساندينيين بتهريب المخدرات ... قد تبدو مساعدة المتمردين المتهمين بانتهاك حقوق الإنسان أكثر قبولا".
اقترح رئيس اللجنة الفرعية ويليام جي. هيوز بقوة أن نورث كان مصدر التسريب لكن النائب بيل ماكولوم قال: "... لا نعرف من سرب هذا. لم يتمكن أحد من إخبارنا". نقلا عن شهادة مدير إدارة مكافحة المخدرات جون سي لون فإن تقرير لجنة كيري الذي صدر في ديسمبر 1988 علق التسريب على نورث مشيرا إلى أنه: "قرر ممارسة السياسة مع هذه القضية". في مقابلة مع فرونت لاين قال نورث إن رؤسائه في مجلس الأمن القومي أبلغوه بإطلاع السناتور باولا هوكينز على العملية لكنه نفى تسريب التقرير. قالت هوكينز لفرونت لاين إنها لم تسرب هي ولا موظفوها المعلومات بعد الإحاطة. في وقت لاحق نفى جاكوبي أن نورث كان مصدر قصته وعزاها إلى موظف متوفى لدى النائب دان دانيال.

#### انتقادات لفشل الولايات المتحدة في حماية سيل
كتب المدعي العام في لويزيانا ويليام جوست إلى المدعي العام للولايات المتحدة إدوين ميس منتقدا فشل الحكومة في حماية سيل كشاهد. بناء على طلب غوست بدأ ميس تحقيقا لتحديد ما إذا كان المحامون في لويزيانا وميامي وواشنطن قد أساءوا التعامل مع القضية أم لا ولتحديد ما إذا كان يجب إجبار سيل على الحجز الوقائي أم لا. وذكر محامو الحكومة أن سيل عرض نفسه للخطر برفضه نقل عائلته والالتحاق ببرنامج حماية الشهود.

### تصوير وسائل الإعلام

#### الأفلام
- صور دينيس هوبر سيل في مضاعفة (1991) وهي دراما وثائقية من إنتاج إتش بي أو.[15]
- صور مايكل باري سيل في فيلم الدراما الجريمة الأمريكية المتسلل (2016) في مشهدين وجيزين غير دقيقين تاريخيا يمارسان رخصة درامية لتصوير شخصية عنوان الفيلم روبرت مازور كراكب في سيارة يقودها سيل الذي قتل في إطلاق النار على دراجة نارية من سيارة مسرعة.
- صور توم كروز سيل في فيلم الدراما والكوميديا الإجرامي صناعة أمريكية (2017) الذي يعتمد بشكل فضفاض على حياة سيل من إنتاج شركة تخيل للترفيه. القليل من الفيلم دقيق تاريخيا وتم اختراع معظم المؤامرة مثل مقتل صهر سيل لأغراض الفيلم.[16]

#### التلفاز
- صور الممثل سيباستيان سانشيز سيل في مسلسل بابلو إسكوبار سيد المخدرات كشخصية هاري بيل.
- صور سيل من قبل المخرج المسرحي ثاديوس فيليبس تحت اسمه الحقيقي أيضا من لقبه إليس ماكنزي في المسلسل التلفزيوني الاسم المستعار المكسيكي (2013).
- صور ديلان برونو سيل في الموسم الأول الحلقة 4 من سلسلة ناركوس (2015).